# تمام خطاهای تو: بخش ۲
تمام خطاهای تو: بخش ۲ (به انگلیسی: All Your Fault: Pt. 2) سومین ئی‌پی از خوانندهٔ آمریکایی بی‌بی رکسا می‌باشد که در ۱۱ اوت سال ۲۰۱۷ منتشر گردید و دنباله‌ای بود بر دومین آلبوم چندآهنگهٔ وی که در فوریه همان سال تحت عنوان تمام خطاهای تو: بخش ۱ منتشر گردیده بود. تک‌آهنگ اصلی این ئی‌پی قبل‌تر در ۱۹ مهٔ سال ۲۰۱۷ با نام «همین‌جوری که هستم (می‌خوام با یکی برقصم)» منتشر شده بود.